# رحق
رحق (کاشان)، روستایی از توابع بخش نیاسر و در فاصله 55 کیلومتری شمال غرب شهرستان کاشان در استان اصفهان ایران است. فاصله هوایی رحق تا کاشان 40 کیلومتر است. این روستا در دامنه کوه های اردهال در ارتفاع 2120 متری قرار دارد. این روستا دارای آب و هوای کوهستانی بوده و وجود محصولات کشاورزی از جمله: گردو، بادام، گیلاس و... سبب شهرت این روستا شده است. امکانات رفاهی روستا شامل: پارک و فضای سبز در ورودی روستا، سرویس بهداشتی عمومی، حمام عمومی، خانه بهداشت، نانوایی و... می باشد. لازم به ذکر است انشعابات آب، برق، گاز، تلفن، اینترنت و ایستگاه رادیو و تلویزیون نیز در این روستا فراهم بوده و علاوه بر آن دارای گلزار شهدا، امامزاده و مسجد جامع میباشد. اکنون در مسجد جامع؛ دهیاری به مراجعه کنندگان خود خدمات رسانی می‌کند.

## جمعیت
این روستا، رحق در دهستان کوه دشت قرار دارد و براساس سرشماری مرکز آمار ایران در سال ۱۳۸۵، جمعیت آن ۵۳۶ نفر (۲۱۰خانوار) بوده‌است.